# Freienbach
Freienbach es una ciudad y comuna suiza del cantón de Schwyz, situada en el distrito de Höfe a orillas del lago de Zúrich. Limita al norte con las comunas de Stäfa (ZH) y Hombrechtikon (ZH), al este con Rapperswil-Jona (SG) y Altendorf, al sur con Einsiedeln y Feusisberg, y al oeste Wollerau y Richterswil (ZH).
En el territorio de la comuna también se encuentra la localidad de Pfäffikon.

## Transportes
Ferrocarril
En la comuna existen varias estaciones ferroviaria en la que efectúan parada trenes de cercanías de la red S-Bahn Zúrich, y además en la estación de Pfäffikon también paran trenes de larga distancia, permitiendo tener a la comuna buenas comunicaciones ferroviarias con las principales ciudades del cantón.
Las estaciones ferroviarias de la comuna son:
- Estación de Freienbach-SBB
- Estación de Freienbach-SOB
- Estación de Pfäffikon